# Корниз
Корнизът е издадена, профилирана ивица по фасадата на сграда при класическата архитектура, която заема най-горната част на антаблемана и се намира под покрива. Понякога е наричан още венец, корона или гейсон. Всъщност гейсонът е само една от частите на корниза. Големината и профилирането му са в строго определена, модулна зависимост. Практическата му функция е да отвежда дъждовната вода далеч от вертикалната равнина на стените на сградата, а естетическата – да завърши върха на сградата, да я отдели от небето или да раздели два архитектурни елемента.
В по-широк смисъл, корнизът представлява издаващ си напред архитектурен профил, който обхваща най-горната част на сградата и отвежда дъждовната вода встрани от стената под него.
Корнизът може да представлява и вътрешна, орнаментална украса, която обгражда стените на стаята и ги свързва с тавана. Особено при високи жилищни помещения, той намалява визуално тази височина. Може да бъде орнаментиран или оцветен с различен цвят, но обикновено се прави с цвета на тавана.
Последното му значение е на дървен, пластмасов, или метален, обикновено цилиндричен профил или лайстна над прозорец за окачване на пердета.

## Етимология
Названието на този архитектурен елемент произлиза от гръцката дума κορωνίς, означаваща гребен, било, както се нарича и извитата част на лъка. В латинския език думата означава край, завъртане, накъдряне, и съвпада с производно на глагола coronare – корона, венец, кант. Оттук в архитектурен план терминът корниз придобива значението на „коронясване“ на сграда, перваз на ръба на покрива.

## История
Корнизът води своя произход от древните стрехи. В гръцките дорийски, йонийски и коринтски стилове той напомня на ранните дървени покривни форми, а в египетския имитира надвисналите папирусови стебла, които оформят стрехите на примитивните убежища. Постепенно корнизът губи своето функционално значение и се превръща в стилизиран декоративен елемент. В Древна Гърция и Рим той приема твърди, стандартни форми в класическите ордери, с различни варианти през Ренесанса и по-късните периоди. Понякога представлява сложна архитектурна структура, която придава масивност, тежест и характер на сградата. Разделителните корнизи между етажите създават визуално прекъсване на сградата и служат като противотежест между по-ниските и по-дебели части на стената и по-тесния ръб на покрива.
В крито-микенските мегарони краят на покрива опира непосредствено върху колоните, които са поставени на известно разстояние от сградата. Така поставен, покривът изключва необходимостта от корниз.
В страните със силно обедно слънцегреене, издадените напред корнизи предпазват прозорците на горните етажи от прекомерно нагряване. Такива корнизи, поставени на дървени конзоли, са характерни за силуета на сградите във Флоренция, Рим и Неапол.
В традиционната архитектура на Китай и Югоизточна Азия, където климатът се характеризира с чести и силни валежи, краищата на покривите са извити нагоре. При пагодите под покрива се поставя също така извит корниз, който го отделя визуално от долната част на сградата, като в същото време има и носещи функции, тъй като покривите им са доста тежки.

## Дорийски стил
В дорийския стил корнизът се състои от два елемента – гейсон и кима. Гейсонът е основният елемент на корниза и представлява силно надвесени каменни плочи с наклон, еднакъв с наклона на покрива. Връхната част на корниза се оформя от кима – двойно огънат профил, който подпомага оттичането на водата. Тя лежи над гейсона, по наклона на фронтона, и много рядко продължава и по страничните фасади. По тях, обикновено вместо кима, над гейсона са наредени каменни палмети, наричани антефикси. Най-често антефиксите покриват челния отвор на калиптерите – криви керемиди, затварящи краищата и междината между съседните по-големи и по-плоски керемиди.
Под корниза се поставят правоъгълни плочи, наречени мутули, а под тях са наредени гутите. Самият корниз, заедно с мутулите, понякога се поддържа от модильони. При двускатния покрив, характерен за древногръцкия храм, над предния и заден корниз се оформя, обикновено триъгълен, фронтон. Средното му, вдлъбнато поле се нарича тимпан и се запълва с релефни фигури.
При римския дорийски стил антаблеманът е подобен на гръцкия, има гладък архитрав, дорийски фриз и корниз с по-издаден навън гейсон, който при някои сгради е подпрян с конзоли.

## Йонийски стил
При развитието на йонийската архитектура, корнизът претърпява промени, които довеждат до изграждането на конзолни гейсони, чиито долни части са украсени с релефи или меандри. В тези случаи мутулите и гутите по тях отпадат от употреба за да не се пречи на пълнотата на възприятие на тази украса. Центрове на пълното развитие на корниза в тази посока стават Пергам, Родос и Александрия.
При йонийския стил под линията на покрива често се използва декоративен корниз с изчистена визия или богата орнаментика. Той се състои от гейсон, кима и зъборез (дентикул), имитиращ челата на таванските гредички при дървения покрив. Позволява силно надвесване на гейсона и кимата. Атическият йонийски корниз е без зъборез.
В Казанлъшката гробница фризът е обрамчен с широк йонийски корниз, който започва с кима в синьо и червено. Следват зъборез, шнуровидна лената в червено и бяло и сима с изображения на лъвски глави, които изпълняват функцията на водостоци.

## Коринтски стил
При коринтския стил корнизът е разработен по-богато от този при йонийския. Състои се от гейсон, кима, зъборез и конзоли, като понякога може да липсва зъборезът, друг път – конзолите, а в трети случай са приложени и двата елемента. Зъборезът и конзолите са основният елемент на поддържащата част на корниза. Гейсонът се украсява отдолу с плитки касети. Конзолите могат да имат най-разнообразни форми, като от най-простия вид са парелелепипедни.

## Тоскански стил
При тосканския стил корнизът е максимално опростен, без пластична или цветна украса.

## Романски стил
В романската архитектура строгата традиция за изграждане на античния храм отпада и над колоните не се изгражда антаблеман. Корнизът обаче остава, той става тежък и масивен и се свежда до поредица от плочи и конзоли, която изглежда отделена от стените и покрива, откъдето се стича дъждовната вода. При него липсват улуци. Такъв тип корнизи без улуци се запазва през цялото Средновековие при сградите, които се строят по-икономично. През различните епохи се променят само очертанията на корниза. През 13 век към романския корниз често се добавят модильони.
В романската архитектура почти винаги се поставят и поясни корнизи, разчленяващи общата кубатура на сградата по хоризонтала, с единствена цел по-приятно визуалното възприятие.

## Готическа архитектура
В класическата архитектура при всички стилове колоните винаги поддържат антаблеман, който се състои от архитрав, фриз и корниз. Практиката на липса на антаблеман, след романските сгради, е продължена и в готическата архитектура, където за завършек на сградата се ползва само корниз. Той става масивен, профилиран, нарязан диагонално, и се характеризира с игра на светлини и сенки, като запазва класическите си пропорции.
След класическата архитектура улуците и водостоците на корниза са изоставени и се появяват отново през около 1230 година. Устието на водостока се издава напред, за да се отдалечи от основния поток вода в улука. Тези приспособления за отвеждане на водата се появяват едновременно с улуците и от самото начало са силно издадени от края на покрива за да се отведе водата възможно вай-далече от основите на сградата.
При готиката всеки слой от корниза се обработва самостоятелно със скулптурни изображения. В началото на 13 век всеки ред се украсява с извити мотиви, завършващи с плоска част. В средата на века тези мотиви завършват с гирлянди от разтварящи се листа. През 14 век листата по гирляндите се изработват много по-детайлно и са дълбоко врязани.
Скулптурните изображения както по корниза, така и по капителите на колоните повтарят развитието на живото растение. Краищата на водостоците, които са необходима принадлежност към корнизите с улуци, обикновено се украсяват с фантастични фигури, представляващи летящи адски чудовища.
През 15 век украсата започва да се прави под формата на маски, лица с изкривени гримаси, и често са във вид на сатирични емблеми. По-късно улукът на корниза е украсен и върви по края на балюстрадата, представляваща каменен, ажурен парапет. Улукът служи не само за отвеждане на водата, но представлява и нещо като галерия, по която може да се обиколи целия покрив. Именно затова към него е прибавен предпазен парапет, който по-късно става декоративен елемент с изключително изящество.
При готиката водостоците се изнасят в най-издадените части на сградата, т.е. в края на контрафорсите. В началото на 13 век улукът се прекарва по продължение на оста на контрафорса, което води до задържане на влага, вредна за каменната зидария. През целия 13 век се правят опити да се избегне това опасно действие на водата, като улуци се поставят и по двете страни на контрафорсите и продължават докато достигат до водостоците.
В различните случаи корнизите се правят от един, два, или три реда зидария и са леко издадени напред. Могат да бъдат и във вид на прост пояс, който се състои само от един ред зидария, оформяща корниза. Когато е нужно да се получи по-голям наклон, той се разделя на две плочи – една, която оформя ръба с улука и втора, леко извита, подсилваща отстъпа. Когато се налага да се получи още по-голям откос се използват два поддържащи реда зидария. Профилът на корниза се видоизменя последователно с продължение на времето, като се започва с най-простия, известен още от романския период, и се завършва с много по-сложен профил, характерен за готическия стил.

## Барок
При барока профилът на корниза се различава от готическия по това, че класическите пропорции не са спазени.

## Съвременност
Въпреки че в миналото корнизите са ръчно изработвани на място, днес има голямо разнообразие от сглобяеми елементи, които могат да спестят време и пари. Стандартните, бързо сглобяеми материали за изработването на корнизи, включват шперплат, метал, фибростъкло или полиуретанова пяна. Продават се в стандартни ширина и дължина.
Сглобяемите корнизни секции обикновено са фабрично грундирани, като върху тях предварително могат да бъдат приложени разнообразни процедури. Може да има положена фасадна боя, да са метализирани, покрити с изкуствен камък или други атрактивни покрития. Могат да бъдат изработени от различни материали като камък, алуминий и дърво, въпреки че те обикновено са по-скъпи. Предлагат се и допълнителни елементи и заготовки, които да създадат единен външен вид на фасадата.

## Видове корнизи
През 2007 година Ричард Самънс предлага лесен начин да се определи дали един корниз е декоративен или поддържащ. Според него, ако крайната линия на корниза е извита нагоре, той е носещ, а ако това извиване е надолу, корнизът е декоративен. Или казано по друг начин, при декоративните корнизи краищата имат вдлъбната извивка в горната част, а при носещите – изпъкнала крива на върха. Повечето корнизи, използвани днес, съчетават и двете форми в профила си – вдлъбнати и изпъкнали.
Архитектурната форма, приложена като лента в най-горната част от корниза, се нарича кима. Тя има сложен, преобладаващо изпъкнал профил, който поема тежестта на елементите на сградата, лежащи върху нея. Правата кима (cyma recta) е класическа форма на корниз с горна крива, извита навън, докато обърнатата кима (cyma reversa) е с изпъкнала нагоре извивка и се използва при носещите корнизи.

### Според местоположението
В зависимост от мястото на поставянето на корниза, той може да бъде увенчаващ, цокълен, междуетажен, надпрозоречен, подпрозоречен, над подиуми, пиедестали и други. При хоризонталното членение на стените, междуетажният корниз разделя фасадата визуално и я прави по-раздвижена. Във всички останали случаи, той изпълнява основната си роля да отвежда дъждовната вода далеч от стената под него.
Древните гърци и римляни са изработили набор от правила за изграждане на корниза, в зависимост от това къде е поставен и дали е само декоративен, или и носещ. Различните типове корнизи са изработвани с различни профили.

### Според функциите
- Увенчаващ – Това е главният корниз, който се поставя под покрива, като основната му функция е да отвежда дъждовната вода, за да не се олива директно цялата стена под него. В наше време, предназначението му е по-скоро естетическо, тъй като създава ефект на монументалност при обществените сгради.[13]

- Поддържащ – Конструиран е по такъв начин, че да носи значителна част от теглото на елементите, разположени над него.[13] Има по-масивен вид, особено в горната си част, която е основният носещ елемент.[12]

- Разделящ – Няма носещи способности, а функциите му са да създаде различно визуално възприятие и да повлияе на общия естетически вид на сградата. Той разделя плоскостта на сградата и помага да се артикулира нейната структура, като я разделя на долна, средна и горна част.[13] Видът му е доста по-деликатен. Въпреки че могат да изглеждат чисто декоративни, завършващите лайстни действително служат за отклоняване на дъждовната вода от стената под него.[12]

- Цокълен – Поставя се под или над цокъла с чисто естетически функции. Той закрива връзката между стената и цокъла и омекотява рязкото преминаване от един материал към друг. Друга важна негова функция е да създаде визуална опора за теглото на стената над него.[13]

### Според профила
Корнизите и первазите (молдинги) към тях са залегнали в основата на класическата архитектура. Основните профили на корниза са 14 вида, но съществува голямо разнообразие от техни варианти и модификации.

### Според конструкцията
- Корниз-кутия – Представлява дълга и тясна кутия, обикаляща по цялото протежение на сградата, когато покривът има повече от два ската. При тесните корнизи от този вид с ширина до 30 cm, гредата на софита е прикована директно към долната страна на покривните греди. При него пироните се коват направо върху ребрата. Това е възможно, ако наклонът на покрива е достатъчно стръмен, а ширината на стрехата е относително тясна.[11][14] Той е най-често използваният вид, тъй като създава атрактивен вид на завършека на сградата.[15]

Сгради с полегати покриви и по-широки стрехи обикновено изискват допълнителни подпорни елементи, които да послужат като основа за наковаване на пироните. Към тях често се правят вентилационни отвори, за да се даде възможност на въздуха да циркулира в рамките на корниза.
- Отворен – Прилича на корниза-кутия тъй като е изнесен напред и е надвиснал над фасадните стени. Той обаче придава съвсем различен вид на сградата.[15] Използва се обикновено при по-съвременни сгради, особено такива от селски тип, като долната страна на покривните греди остава открита и липсва челната дъска. Това е евтино изпълнение, което изисква по-малко материали. При него липсва завършеността, характерна за корниза-кутия.[11][14]

- Затворен – Изработва се когато покривните греди не излизат пред плоскостта на стената. Долната част на покрива е затворена и завършва с права дъска, която може да бъде украсена по някакъв начин.[11][14]

- Корниз-кутия
- Отворен корниз
- Затворен корниз

## Завършек на корниза
При корнизи, поддържащи фронтон, е необходим допълнителен архитектурен детайл, който да покрие мястото, където хоризонталният корниз на покрива се свързва с наклона на фронтона. Представлява късо, хоризонтално удължение на корниза, издадено при всеки край на фронтона на сградата, обработен или декориран по някакъв начин. Двата най-чести вида завършеци са софитът и гръцкият завършек.

## Интериорен гипсов корниз
Корнизът може да бъде елемент както от екстериора, така и от интериора на една сграда. Във вътрешното пространство той изпълнява няколко функции – да завършва стената към тавана, да я разделя по хоризонтала при голяма височина на помещенията, или да маскира връзката между два различни материала. В наше време корнизът е един от най-популярните архитектурни елементи за декорация на помещенията, тъй като простотата на изпълнението, достъпността и универсалността му дават възможност да бъде използван при интериора на всякакви стилове. Може да бъде допълнително декориран, или излят по зададен шаблон.

### Видове според предназначението
- Декоративни – предназначени са най-вече за стилизиране на интериора и художествен завършек на различните плоскости или материали. Могат да бъдат гладки или релефни, прави или извити.[16]

- Осветителни – те са поставени на тавана, на известно разстояние от стената. Служат за организиране на система от осветителни тела и чрез отражение на светлината създават скрито, дифузно осветление. То може да бъде точково или линейно, а осветителните тела могат да бъдат поставени на самия корниз, или скрити зад него по продължение на помещението. Към него се прибягва обикновено при зониране на по-големи пространства или за създаване на светлинен акцент чрез използване на различни по цвят, обикновено преливащи светлини. Чрез тъй наречения „ефект на парещия таван“ се постига усещане за лекота и въздушност.[16]

### Видове според профила
Традициите за оформление на гипсовите корнизи са запазени в продължение на много години. Първоначално това са гладки декоративни елементи с прост профил и без излишества. С течение на времето и смяната на различните архитектурни стилове, те се усложняват и по тях се натрупват все повече декоративни орнаменти. По-късно сложните профили отново преминават към по-прости, с развитието на архитектурата от една епоха в друга.
Днес най-популярните форми за декорация на гипсовите корнизи са плодове, лозови клонки, цветя и други растително мотиви, а също така и геометрични фигури. Най-популярен все още остава класическият бял корниз. Той обаче може да бъде декориран с рисунки, позлата, или релефи.
- Гладки – Това са профилирани корнизи с различно сечение, но без релефни декоративни изображения.[16]
- Релефни – Изработват се с различни релефни орнаменти с геометрични, растителни или хералдически изображения като гербове, вензели, монограми и други.[16]

## Корниз за завеси
Този вид корниз е важен елемент, който допринася за цялостния вид на прозореца и служи за окачване на пердета, както и да прикрива механизма за отваряне и затваряне на завесите. В последно време, пред по-удобните релсови корнизи, се предпочитат декоративните метални, пластмасови или кръгли дървени корнизи, които са много по-естетични.
Правилното поставяне на корниза изисква долната му част да се намира най-малко на 5 cm над прозореца, а при наличие на допълнителна драперия в горната част на пердето, корнизът да се вдигне на около 20 cm над горния ръб на прозореца. За повечето видове корнизи разстоянието между тях и стената се определя от дължината на конзолите, но е прието то да бъде между 10 и 15 cm.
Дължината на корниза зависи от ширината на прозореца и от това дали на него ще бъдат окачени едно или две пердета, които във втория случай се прибират от двете страни на прозореца. Обикновено корнизът се държи от конзоли, които са фиксирани на стената, но има случаи, когато той се прикрепя директно към тавана, за постигане на различен визуален ефект, особено при завеси, които покриват цялата височина на стената. Обикновено разстоянието от края на корниза до конзолата варира от 5 до 10 cm.